# Jackscrew
Il jackscrew o screw jack, in lingua inglese tradotto come attuatore o martinetto meccanico a vite, è uno dei componenti degli impennaggi di coda di numerosi modelli di aeromobile, ed assume particolare rilevanza negli aerei provvisti di impennaggi con coda "a T", come ad esempio la serie MD-8x della Boeing.
Il termine tradotto alla lettera significa “vite di sollevamento” (in gergo aeronautico viene più spesso tradotto con “vite di alzata”).
È uno dei componenti del "trim".
Si tratta di un componente essenzialmente meccanico, governato da un motore elettrico: è composto da un'asta di metallo di una lunghezza pari a circa 9/10 dell'altezza dello stabilizzatore verticale, posta verticalmente all'interno della deriva. 

Esempio di attuatore a vite con ricircolo di sfere.

Lo spostamento dell'equilibratore orizzontale avviene tramite un motore elettrico che trasforma in movimento meccanico l'impulso proveniente dai comandi in cabina, agendo dal basso sull'asta del jackscrew.
La parte alta dell'asta è filettata in modo da scorrere nell'ingranaggio collegato agli stabilizzatori posti all'esterno della deriva (superiormente al timone) e da indurre in questi un movimento in alto/in basso.
Il compito svolto dal jackscrew è quello di indurre variazioni dell'angolo di attacco dello stabilizzatore orizzontale in rapporto all'asse longitudinale dell'aeromobile, alzandolo o abbassandolo meccanicamente.
Tali innalzamenti-abbassamenti sono funzionali alla regolazione del livello di beccheggio, nonché all'impostazione di una velocità costante di salita-discesa; i piloti (o il pilota automatico) per effettuare tali regolazioni agiscono sul trim.
È cosa nota che gli aeromobili con coda "a T" sono estremamente maneggevoli, appunto per tale configurazione degli impennaggi di coda, ma nello stesso tempo possono rivelarsi estremamente difficili da "riprendere" in caso di stallo poiché i vortici generati dalle ali possono colpire le alette stabilizzatrici rendendole inefficaci.